# Mazda RX-8
O Mazda RX-8 é um automóvel esportivo compacto da marca japonesa Mazda que foi fabricado desde 2003 até 2012. Em sua versão com câmbio manual é capaz de gerar 232 cavalos de potência a 8250 rpm e 22.02 kgfm de torque a 5500 rpm em um motor de 1.3 L, que faz 0–100 km/h 6.6 segundos de acordo com a Mazda. Ele utiliza o motor rotativo Wankel. O RX-8 começou as vendas norte-americanas no ano de 2003.
A Mazda anunciou em 23 de agosto de 2011 que o RX-8 deveria ser descontinuado citando o modelo de 2012 como a última linha de produção. O RX-8 foi removido do mercado europeu em 2010, depois que o carro não cumpriu os padrões de emissões.
Sem o volume de vendas da Europa, juntamente com a subida dos preços do ienes, a Mazda não poderia justificar a continuação da venda do RX-8 em outros mercados. Entre abril de 2003 e março de 2012, 192.094 unidades do RX-8 foram fabricadas.